# Vennen
Vennen (en español: El amigo) fue una revista danesa para hombres gais, publicada de 1949 a 1974.

## Historia
Las figuras centrales en el inicio del movimiento homófilo en Dinamarca fueron Axel Lundhal Madsen, fundador de la primera asociación Kredsen af 1948 («Círculo de 1948», en referencia a la revista Der Kreis - Le Cercle - The Circle), y Helmer Fogedgaard, actualmente conocida como LGBT Dinamarca, como consecuencia de la publicación del Informe Kinsey. de Alfred Kinsey. Ambos tuvieron el apoyo de Rolf (Karl Meier) de Der Kreis y Bob Angelo (Nico Engelschman) del COC, los dos movimientos homófilos existentes en la época en Europa. Vennen fue lanzada en 1949 como la revista oficial para los miembros de la organización; en enero de 1949 la asociación y la revista tenían más de cien abonados. Ya en 1949 tuvo que cambiarse el nombre a Forbundet af 1948 («Liga de 1948») para evitar una denuncia. A la primera reunión que se realizó en Copenhague el 17 de abril de 1949 acudieron 200 personas de todo el país y de Escandinavia. En 1951 ya eran 1339 socios.
Helmer Fogedgaard fue el primer editor jefe de Vennen, hasta 1952, cuando fue reemplazado por Axel Axgil. Inicialmente la revista sólo estaba disponible para los miembros del Forbundet, pero en 1951 comenzó a distribuirse en los quioscos de prensa de Dinamarca, Suecia y Noruega.
La persecución de homosexuales en Dinamarca llegó a su cenit en 1955, bajo el inspector de policía de Copenhague Jens Jersild, que era conocido por las Onanienpatrouillen («Patrullas onanistas») que organizaba para la caza de homosexuales en baños y parques públicos. Jersild había acumulado un fichero de nombres que había obtenido en las detenciones de chaperos, a los que prometía inmunidad si daban los nombres y domicilios de sus clientes. El 29 de marzo de 1955, las oficinas de las empresas Danks Forretnings Tjeneste (DFT) y International Modelfoto Service (IMS) de Madsen en Copenhague, que se dedicaban a la importación y distribución de revistas y libros sobre la homosexualidad y a fotos de desnudos masculinos, y editoras de Vennen, fueron asaltadas por la policía, cuando quedó claro que la revista distribuía fotos pornográficas de modelos menores de edad (18 años). Las copias de la revista fueron incautadas por la policía y numerosos miembros de la redacción, incluyendo a ambos Axgil y a Fogedgaard, fueron detenidos y condenados a prisión. También cayó en manos de la policía el fichero con los nombres de abonados a Vennen. Como consecuencia, mil daneses fueron condenados a, como mínimo, 6 meses de cárcel. El asunto llegó a conocerse como el «Store pornografiafære» («Gran escándalo pornográfico»). El escándalo consiguiente llevó al parlamento a elevar la edad de consentimiento sexual, de facto, aunque no de iure, para homosexuales de 18 a 21 años.
La redada produjo una pérdida importante en la credibilidad de Vennen, tanto dentro como fuera del movimiento homófilo, y fue públicamente criticada por editores de otras revistas gais europeas. Tras la redada de 1955, el Forbundet af 1948 se distanció de la revista, pero esta continuó como publicación independiente. El periodista Martin Elmer, que anteriormente había escrito artículos e historias cortas para la revista, tomó el liderazgo de Vennen en 1956 y fue nombrado editor jefe hasta que la revista dejó de publicarse en 1970.